# Pustodol Orehovički
 Pustodol Orehovički  falu Horvátországban Krapina-Zagorje megyében. Közigazgatásilag Bedekovčinához tartozik.

## Fekvése
Zágrábtól 30 km-re, községközpontjától  5 km-re északra a Horvát Zagorje területén fekszik.

## Története
1857-ben 182, 1910-ben 362 lakosa volt. Trianonig Varasd vármegye Zlatari járásához tartozott. A településnek 2001-ben 347 lakosa volt.

## Külső hivatkozások
- Bedekovčina község hivatalos oldala